# Saur 1
Saur 1 (ранее Zimbru 2006) — бронетранспортёр, разработанный румынской компанией ROMARM в 2006 году.

## Разработка
В конце 2006 года компания ROMARM завершила разработку первого прототипа новой многоцелевой плавающей боевой машины пехоты под названием «Saur». Раньше машина именовалось как Zimbru 2006. Saur 1 был впервые представлен на выставке Expomil 2007. Он был разработан для удовлетворения потребностей румынской армии, но по состоянию на конец 2007 года никаких производственных заказов на Saur не было. Чтобы удовлетворить срочные потребности, министерство обороны Румынии заключило контракт со швейцарской компанией MOWAG на поставку в общей сложности 31 бронетранспортёра Piranha III, поставки которых осуществлялись с 2007 по 2008 год.

## Описание
Корпус Saur 1 изготовлен из цельносварной стали, что обеспечивает экипажу защиту от огня стрелкового оружия и осколков снарядов, при этом наивысшая защита обеспечивается по лобовой дуге. По данным ROMARM, машина имеет противоминную и баллистическую защиту 1-го уровня, но может быть оснащена дополнительным комплектом брони, повышающим уровень защищённости до 2-го уровня.
Компоновка нового Saur соответствует более поздним разработкам с колёсной формулой 8×8 в других странах: место водителя расположено спереди слева, а силовой агрегат справа, что облегчает применение шасси для широкого спектра боевых задач. Десантное отделение выдвигается в корму корпуса с расположением люка в крыше в зависимости от поставленной задачи. В роли БМП командир должен сидеть позади водителя и иметь цельную крышку люка. В люках механика-водителя и командира, открытых сзади и непосредственно вперёд, расположены три перископа для наблюдения. Средний можно заменить пассивным перископом для езды в тёмное время суток. Боевой модуль может располагаться в центре крыши с двумя люками над десантным отделением, которые открываются наружу и могут фиксироваться в вертикальном положении. Десант обычно сидит на отдельных сиденьях по обе стороны лицом внутрь. Saur 1 способен развивать скорость более 100 км/ч.

## Варианты
Новая улучшенная версия Saur 2 была представлена на выставке Black Sea Defense & Aerospace (BSDA 2008), проходившей в Бухаресте в 2008 году. Saur 2 имеет изменённую носовую часть, новый двигатель и колёса большего размера.